# Lista över påskägg i Google
Google har lagt till många påskägg i sökmotorn i syfte att kunna underhålla och roa användare.

## Sökmotorn
- Att söka efter Askew kommer göra att sidan lutar snett åt höger. [1]
- Att söka efter Do A Barrel Roll kommer får sidan att rotera ett varv. [1]
- Google Gravity är en modifierad version av Googles startsida skapad av Mr Doob, som får allting som finns på startsidan att "falla" till underkanten av skärmen. [2]
- Att söka efter roll a die kommer att få en ruta med en bild av en sexsidig tärning att dyka upp ovanför sökresultaten. Man kan sedan klicka på en knapp med texten "roll it" vilket får sidan att uppdateras och tärningen visar ett slumpmässigt tal mellan ett och sex. [1]
- Att söka efter the answer to life, the universe and everything (översatt till svenska: Svaret till livet, universum och allting) kommer få en miniräknare som visar talet 42 att dyka upp på skärmen. Detta påskägg är baserat på historian ur boken Liftarens guide till galaxen.[1]
- Att söka efter Zerg Rush kommer att skapa en armé där "soldaterna" motsvaras av O-bokstäver ur ordet "Google", som attackerar sökresultaten. Man kan besegra dessa "bokstavs-soldater" genom att klicka på dem.[1]

## Youtube
- Att söka efter do the harlem shake kommer att spela upp harlem shake-låten och få sökresultaten börja att "dansa".[3]
- Att söka efter use the force luke kommer att få sökresultaten att börja sväva. Detta påskägg är baserat på Luke Skywalker från Star Wars-filmerna [3]

## Google födelsedag överraskning snurra
Sök efter "google birthday surprise spinner" kommer att få hjulet att snurra, vilket kommer att flytta till en av en uppsättning spelbara Google Doodles. Alla slumpmässigt utvalda kan öppnas, eller så kan hjulet snurras igen. Det lades till för att hedra Googles 19-årsjubileum.

## Kalkylator
I slutet av 2011 lade Google till en grafisk kalkylator i sina sökresultat, genom att använda naturlig språkbehandling för att avgöra att sökresultaten kan vara matematiska till sin natur. Invävt i denna funktion finns flera, inte helt akademiska, resultat som kan betraktas som påskägg.

## Krom
Om någon försöker surfa offline visas ett meddelande som säger att de inte är anslutna till internet. Ovan visas en illustration av dinosaurien "Lone Tyrannosaurus" som blinkar då och då, designad av Sébastien Gabriel. Det är en referens till förhistorisk tid, miljontals år före teknikboomen. Och den pixliga stilen i spelet är en referens till Googles webbläsarbuggillustrationer. Från och med september 2014 kan du genom att trycka på en dinosaurie (i Android eller iOS) eller trycka på eller (på datorn) starta ett webbläsarbaserat spel som kallas Dinosaur Game , där spelaren styr en springande dinosaurie genom att trycka på skärmen (i Android eller iOS) eller trycka på eller (på datorn) för att undvika hinder som kaktusar och, från och med juni 2015, flygödlor. År 2016 lades ytterligare en funktion till i spelet. När en spelare uppnår 700 poäng börjar spelet växla mellan dag (vit bakgrund, svarta linjer och former) och natt (svart bakgrund, vita linjer och former). I september 2018, för att hedra Google Chromes 10-årsjubileum, lades en födelsedagstårta till , vilket fick dinosaurien att bära en födelsedagshatt när den samlades in.